# Municipio de Valley (condado de Kingman)
El municipio de Valley (en inglés: Valley Township) es un municipio ubicado en el condado de Kingman en el estado estadounidense de Kansas. En el año 2010 tenía una población de 100 habitantes y una densidad poblacional de 1,07 personas por km².

## Geografía
El municipio de Valley se encuentra ubicado en las coordenadas 37°25′42″N 98°4′52″O / 37.42833, -98.08111. Según la Oficina del Censo de los Estados Unidos, el municipio tiene una superficie total de 93.79 km², de la cual 93,65 km² corresponden a tierra firme y (0,15 %) 0,14 km² es agua.

## Demografía
Según el censo de 2010, había 100 personas residiendo en el municipio de Valley. La densidad de población era de 1,07 hab./km². De los 100 habitantes, el municipio de Valley estaba compuesto por el 97 % blancos, el 1 % eran asiáticos y el 2 % eran de una mezcla de razas. Del total de la población el 3 % eran hispanos o latinos de cualquier raza.